# ルートヴィヒ・シロー

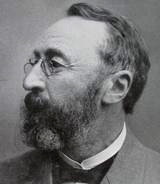
ルートヴィヒ・シロー

ルードヴィヒ・シロー（Peter Ludwig Mejdell Sylow ノルウェー語: [ˈsyːlɔv], 1832年12月12日 - 1918年9月7日）は、ノルウェーの数学者である。クリスチャニア（現在のオスロ）生まれ。クリスチャニア大学教授。群論の発達に貢献した。1872年、シローの定理を発表した。ソフス・リーらともに、アーベルの論文を編集している。